# Beauchalot
Beauchalot est une commune française située dans l'ouest du département de la Haute-Garonne, en région Occitanie. Sur le plan historique et culturel, la commune fait partie du pays de Comminges, correspondant à l’ancien comté de Comminges, circonscription de la province de Gascogne située sur les départements actuels du Gers, de la Haute-Garonne, des Hautes-Pyrénées et de l'Ariège.
Exposée à un climat océanique altéré, elle est drainée par la Garonne, le Jô, le Soumès et par divers autres petits cours d'eau. La commune possède un patrimoine naturel remarquable : un site Natura 2000 (« Garonne, Ariège, Hers, Salat, Pique et Neste »), un espace protégé (« la Garonne, l'Ariège, l'Hers Vif et le Salat ») et trois zones naturelles d'intérêt écologique, faunistique et floristique.
Beauchalot est une commune rurale qui compte 659 habitants en 2022, après avoir connu une forte hausse de la population depuis 1975. Elle fait partie de l'aire d'attraction de Saint-Gaudens. Ses habitants sont appelés les Beauchalotois ou  Beauchalotoises.
Ses habitantes sont les Beauchalotoises et les habitants sont les Beauchalotois.
Le patrimoine architectural de la commune comprend un immeuble protégé au titre des monuments historiques : l'église Notre-Dame, inscrite en 1950.

## Géographie

### Localisation

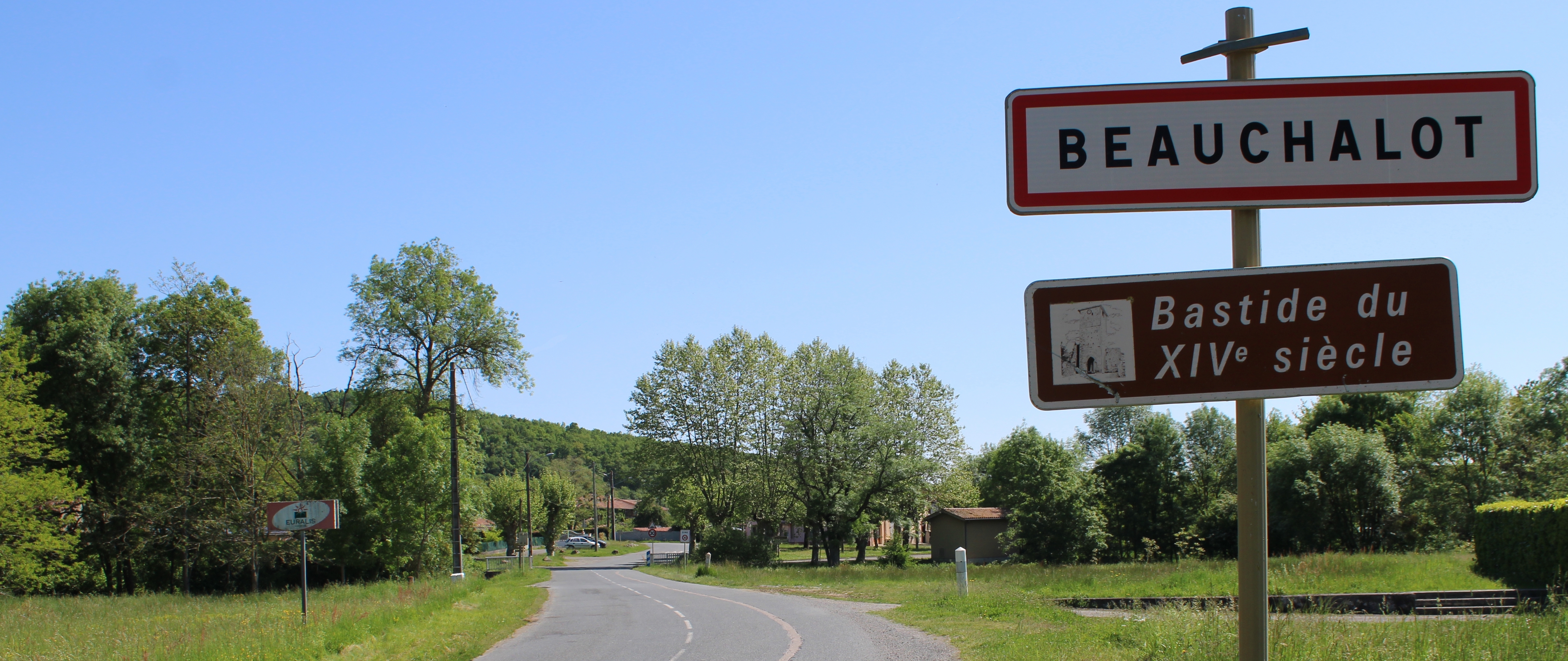
Entrée du village.

La commune de Beauchalot se trouve dans le département de la Haute-Garonne, en région Occitanie.
Elle se situe à 72 km à vol d'oiseau de Toulouse, préfecture du département, à 12 km à l'est de Saint-Gaudens, sous-préfecture, et à 42 km de Bagnères-de-Luchon, bureau centralisateur du canton de Bagnères-de-Luchon dont dépend la commune depuis 2015 pour les élections départementales.
La commune fait en outre partie du bassin de vie de Saint-Gaudens.
Les communes les plus proches sont : 
Labarthe-Inard (2,5 km), Montespan (2,8 km), Castillon-de-Saint-Martory (3,1 km), Figarol (3,4 km), Saint-Médard (3,6 km), Lestelle-de-Saint-Martory (3,7 km), Arnaud-Guilhem (4,6 km), Pointis-Inard (5,2 km).
Sur le plan historique et culturel, Beauchalot fait partie du pays de Comminges, correspondant à l’ancien comté de Comminges, circonscription de la province de Gascogne située sur les départements actuels du Gers, de la Haute-Garonne, des Hautes-Pyrénées et de l'Ariège.
Beauchalot est limitrophe de six communes.
Les communes limitrophes sont Castillon-de-Saint-Martory, Labarthe-Inard, Lestelle-de-Saint-Martory, Montespan, Saint-Médard et Figarol.
| Saint-Médard   | Castillon-de-Saint-Martory |                           |
| Labarthe-Inard | Beauchalot                 | Lestelle-de-Saint-Martory |
|                | Montespan                  | Figarol (sur 50 m)        |

### Géologie et relief
La superficie de la commune est de 633 hectares ; son altitude varie de 295  à   410 mètres.

### Hydrographie

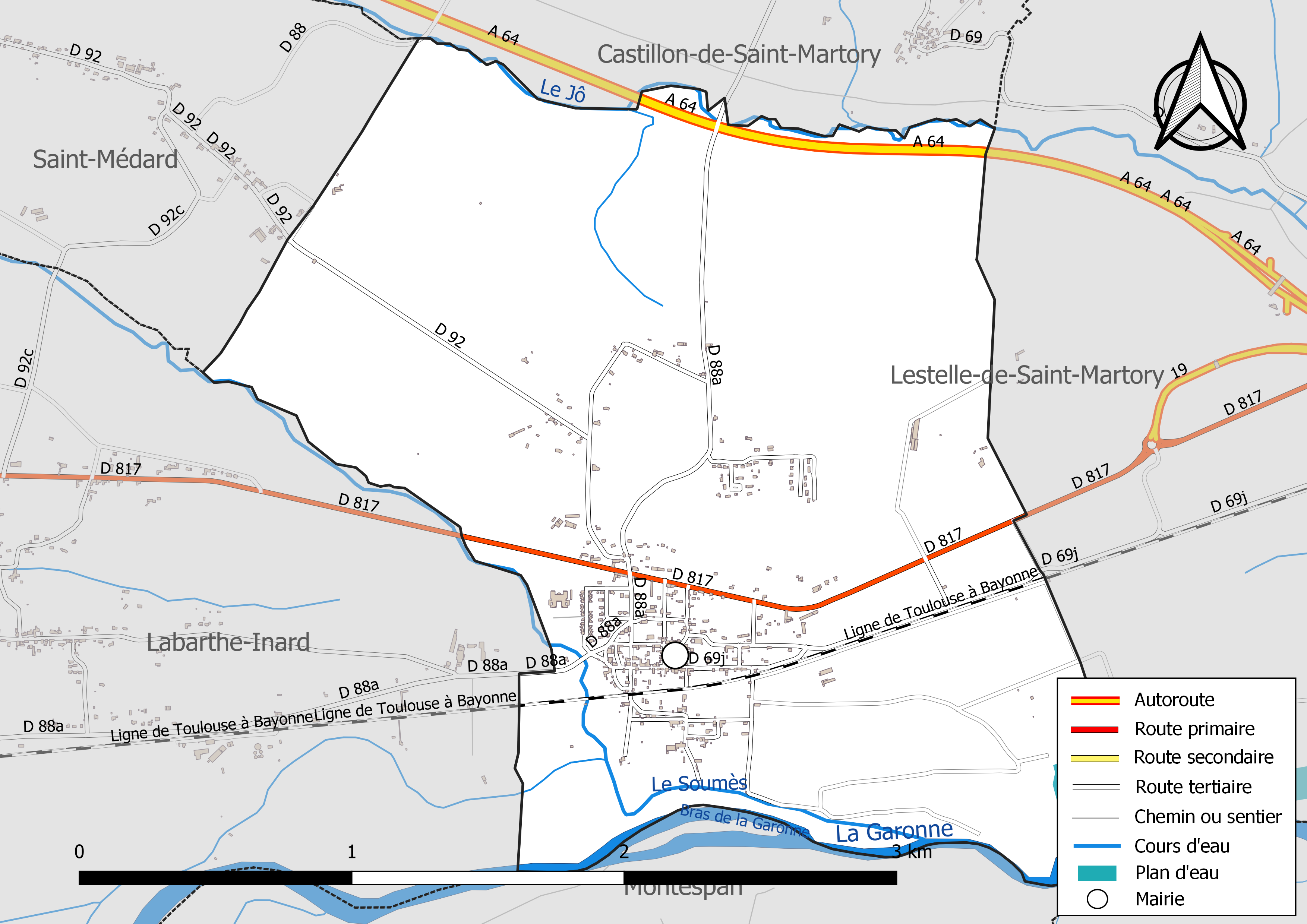
Réseaux hydrographique et routier de Beauchalot.

La commune est dans le bassin de la Garonne, au sein du bassin hydrographique Adour-Garonne. Elle est drainée par la Garonne, le Jô, le Soumès, un bras de la Garonne et par deux petits cours d'eau, constituant un réseau hydrographique de 6 km de longueur totale,.
La Garonne est un fleuve principalement français prenant sa source en Espagne et qui coule sur 529 km avant de se jeter dans l’océan Atlantique.
Le Jô, d'une longueur totale de 17,3 km, prend sa source dans la commune de Saint-Gaudens et s'écoule d'ouest en est. Il traverse la commune et se jette dans la Garonne à Lestelle-de-Saint-Martory, après avoir traversé 7 communes.
Le Soumès, d'une longueur totale de 17,1 km, prend sa source dans la commune de Saint-Gaudens et s'écoule d'ouest en est. Il se jette dans la Garonne sur le territoire communal, après avoir traversé 6 communes.

### Climat
Pour des articles plus généraux, voir Climat de l'Occitanie et Climat de la Haute-Garonne.
En 2010, le climat de la commune est de type climat océanique altéré, selon une étude s'appuyant sur une série de données couvrant la période 1971-2000. En 2020, Météo-France publie une typologie des climats de la France métropolitaine dans laquelle la commune est exposée à un climat de montagne ou de marges de montagne et est dans la région climatique Pyrénées centrales, caractérisée par une pluviométrie annuelle de 1 000 à 1 200 mm.
Pour la période 1971-2000, la température annuelle moyenne est de 12,5 °C, avec une amplitude thermique annuelle de 14,8 °C. Le cumul annuel moyen de précipitations est de 958 mm, avec 9,6 jours de précipitations en janvier et 6,8 jours en juillet. Pour la période 1991-2020, la température moyenne annuelle observée sur la station météorologique la plus proche, située sur la commune de Palaminy à 19 km à vol d'oiseau, est de 13,2 °C et le cumul annuel moyen de précipitations est de 715,2 mm,. Pour l'avenir, les paramètres climatiques de la commune estimés pour 2050 selon différents scénarios d'émission de gaz à effet de serre sont consultables sur un site dédié publié par Météo-France en novembre 2022.

### Milieux naturels et biodiversité

#### Espaces protégés
La protection réglementaire est le mode d’intervention le plus fort pour préserver des espaces naturels remarquables et leur biodiversité associée,.
Un  espace protégé est présent sur la commune : 
« la Garonne, l'Ariège, l'Hers Vif et le Salat », objet d'un arrêté de protection de biotope, d'une superficie de 1 658,7 ha.

#### Réseau Natura 2000

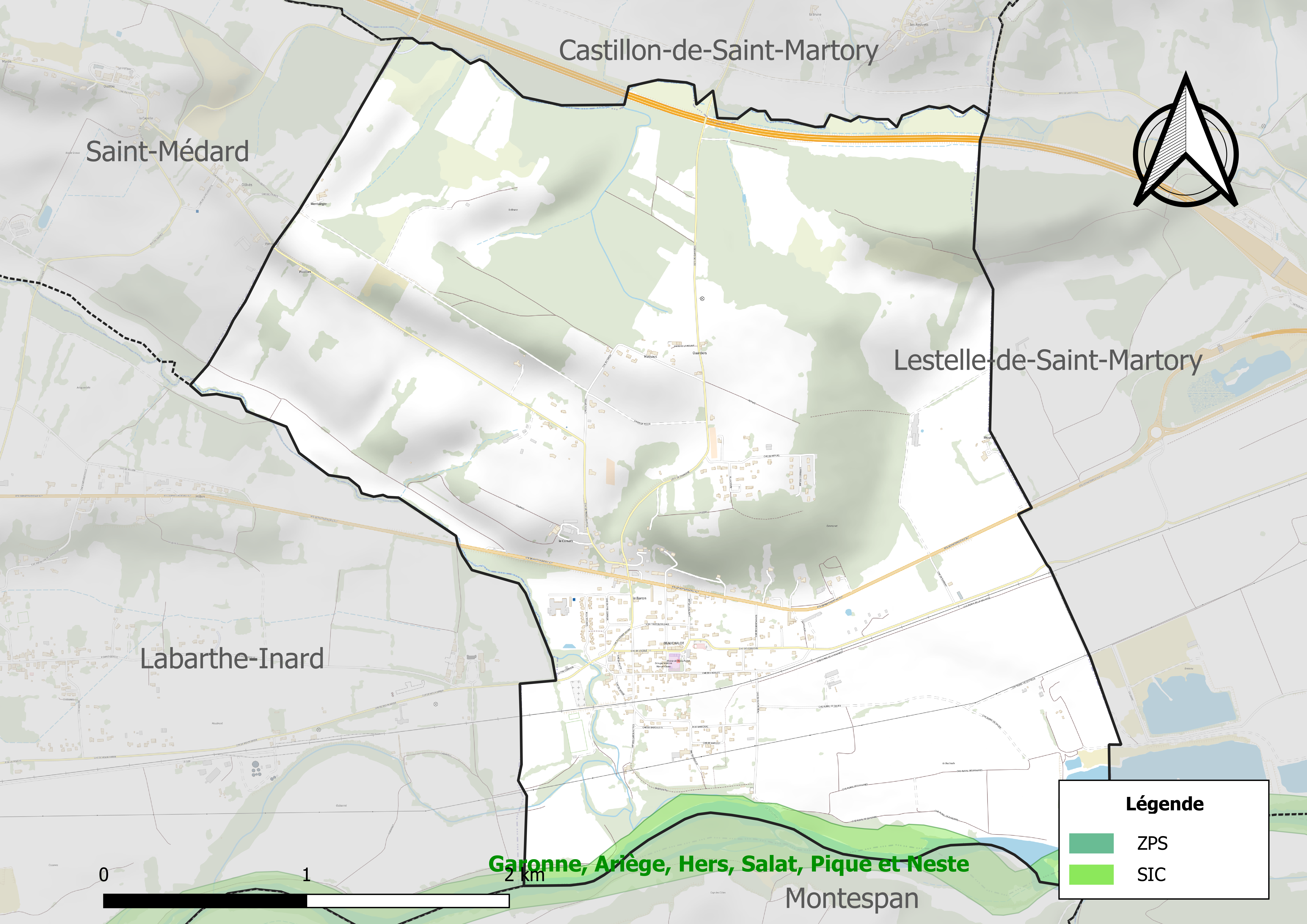
Site Natura 2000 sur le territoire communal.

Le réseau Natura 2000 est un réseau écologique européen de sites naturels d'intérêt écologique élaboré à partir des directives habitats et oiseaux, constitué de zones spéciales de conservation (ZSC) et de zones de protection spéciale (ZPS).
Un site Natura 2000 a été défini sur la commune au titre de la directive habitats : « Garonne, Ariège, Hers, Salat, Pique et Neste », d'une superficie de 9 581 ha, un réseau hydrographique pour les poissons migrateurs (zones de frayères actives et potentielles importantes pour le Saumon en particulier qui fait l'objet d'alevinages réguliers et dont des adultes atteignent déjà Foix sur l'Ariège.

#### Zones naturelles d'intérêt écologique, faunistique et floristique

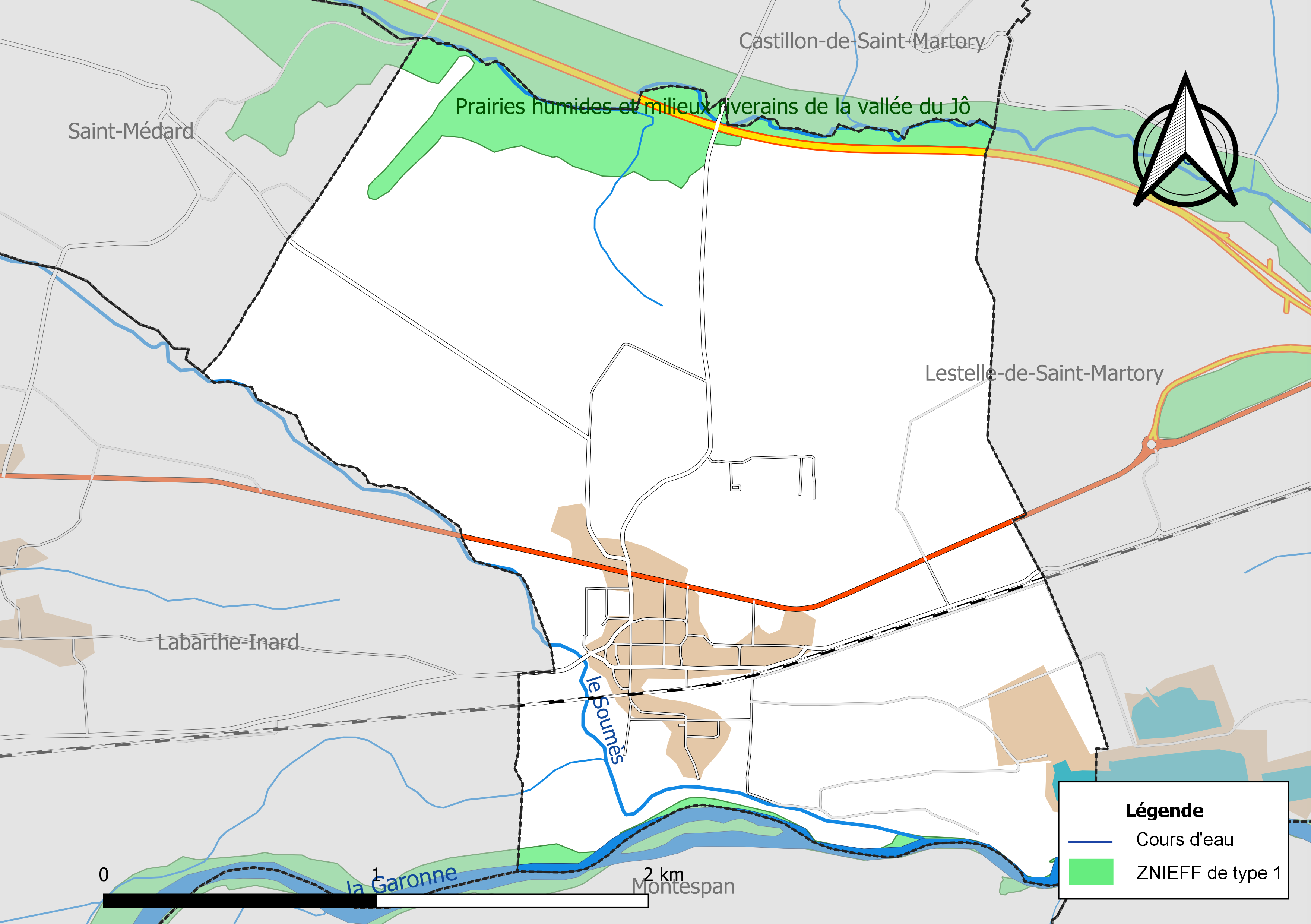
Carte des ZNIEFF de type 1 localisées sur la commune.

L’inventaire des zones naturelles d'intérêt écologique, faunistique et floristique (ZNIEFF) a pour objectif de réaliser une couverture des zones les plus intéressantes sur le plan écologique, essentiellement dans la perspective d’améliorer la connaissance du patrimoine naturel national et de fournir aux différents décideurs un outil d’aide à la prise en compte de l’environnement dans l’aménagement du territoire.
Deux ZNIEFF de type 1 sont recensées sur la commune :
« la Garonne de Montréjeau jusqu'à Lamagistère » (5 075 ha), couvrant 92 communes dont 63 dans la Haute-Garonne, trois en Lot-et-Garonne et 26 en Tarn-et-Garonne et 
les « prairies humides et milieux riverains de la vallée du Jô » (468 ha), couvrant 7 communes du département
et une ZNIEFF de type 2, : 
« la Garonne et milieux riverains, en aval de Montréjeau » (6 874 ha), couvrant 93 communes dont 64 dans la Haute-Garonne, trois en Lot-et-Garonne et 26 en Tarn-et-Garonne.

## Urbanisme

### Typologie
Au 1er janvier 2024, Beauchalot est catégorisée commune rurale à habitat dispersé, selon la nouvelle grille communale de densité à sept niveaux définie par l'Insee en 2022.
Elle est située hors unité urbaine. Par ailleurs la commune fait partie de l'aire d'attraction de Saint-Gaudens, dont elle est une commune de la couronne,. Cette aire, qui regroupe 85 communes, est catégorisée dans les aires de moins de 50 000 habitants,.

### Occupation des sols

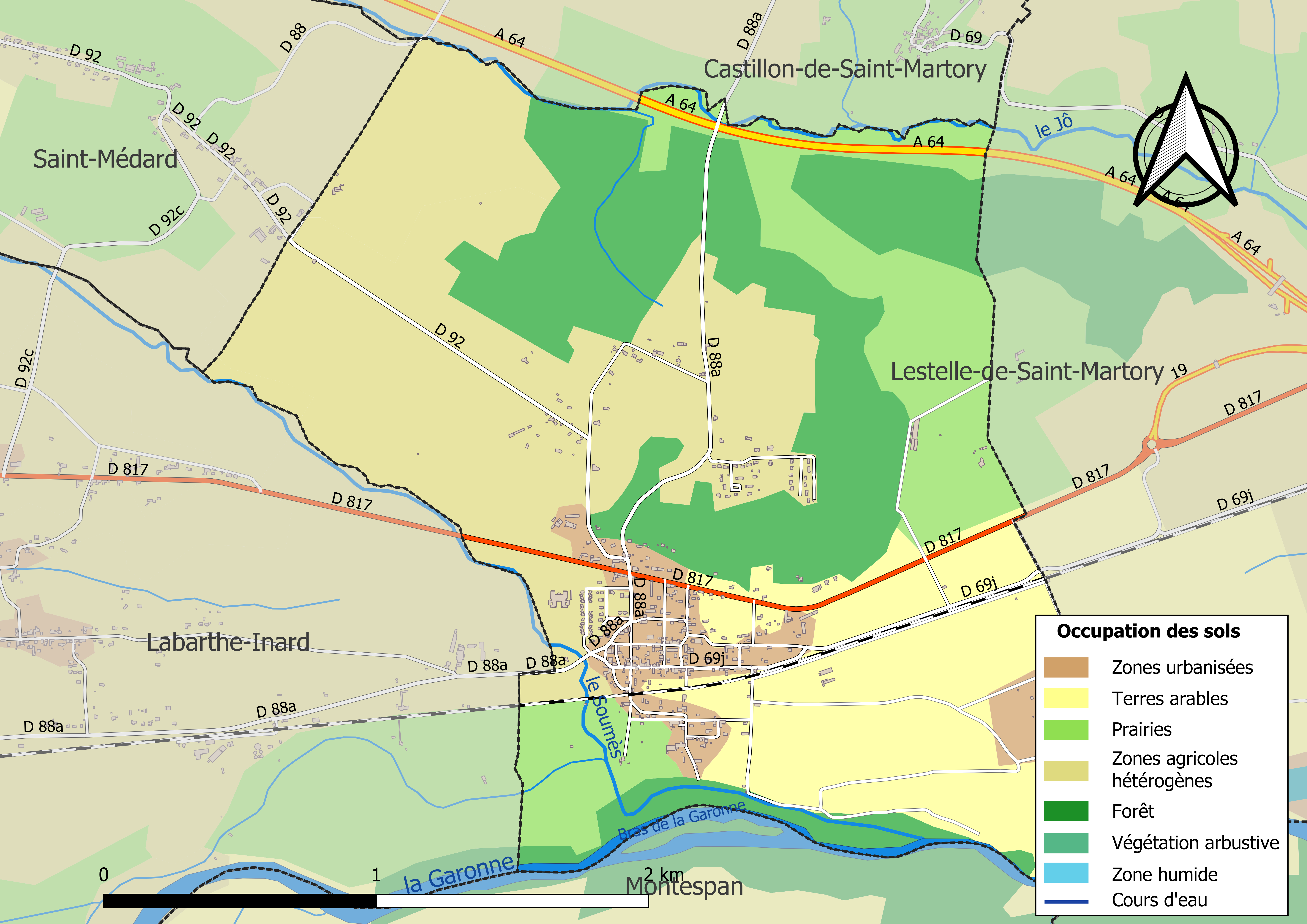
Carte des infrastructures et de l'occupation des sols de la commune en 2018 (CLC).

L'occupation des sols de la commune, telle qu'elle ressort de la base de données européenne d’occupation biophysique des sols Corine Land Cover (CLC), est marquée par l'importance des territoires agricoles (66,7 % en 2018), en diminution par rapport à 1990 (69,3 %). La répartition détaillée en 2018 est la suivante : 
zones agricoles hétérogènes (34,6 %), forêts (25,8 %), terres arables (17,9 %), prairies (14,2 %), zones urbanisées (4,9 %), eaux continentales (2,6 %). L'évolution de l’occupation des sols de la commune et de ses infrastructures peut être observée sur les différentes représentations cartographiques du territoire : la carte de Cassini (XVIIIe siècle), la carte d'état-major (1820-1866) et les cartes ou photos aériennes de l'IGN pour la période actuelle (1950 à aujourd'hui).

### Voies de communication et transports
Accès par l'autoroute A64 sortie no 19, et la ligne régulière de transport interurbain du réseau Arc-en-ciel (anciennement SEMVAT).

### Risques majeurs
Le territoire de la commune de Beauchalot est vulnérable à différents aléas naturels : météorologiques (tempête, orage, neige, grand froid, canicule ou sécheresse), inondations et séisme (sismicité modérée). Il est également exposé à un risque technologique, la rupture d'un barrage. Un site publié par le BRGM permet d'évaluer simplement et rapidement les risques d'un bien localisé soit par son adresse soit par le numéro de sa parcelle.

#### Risques naturels
Certaines parties du territoire communal sont susceptibles d’être affectées par le risque d’inondation par débordement de cours d'eau, notamment le Soumès et le Jô. La commune a été reconnue en état de catastrophe naturelle au titre des dommages causés par les inondations et coulées de boue survenues en 1982, 1992, 1999, 2009, 2013 et 2018,.

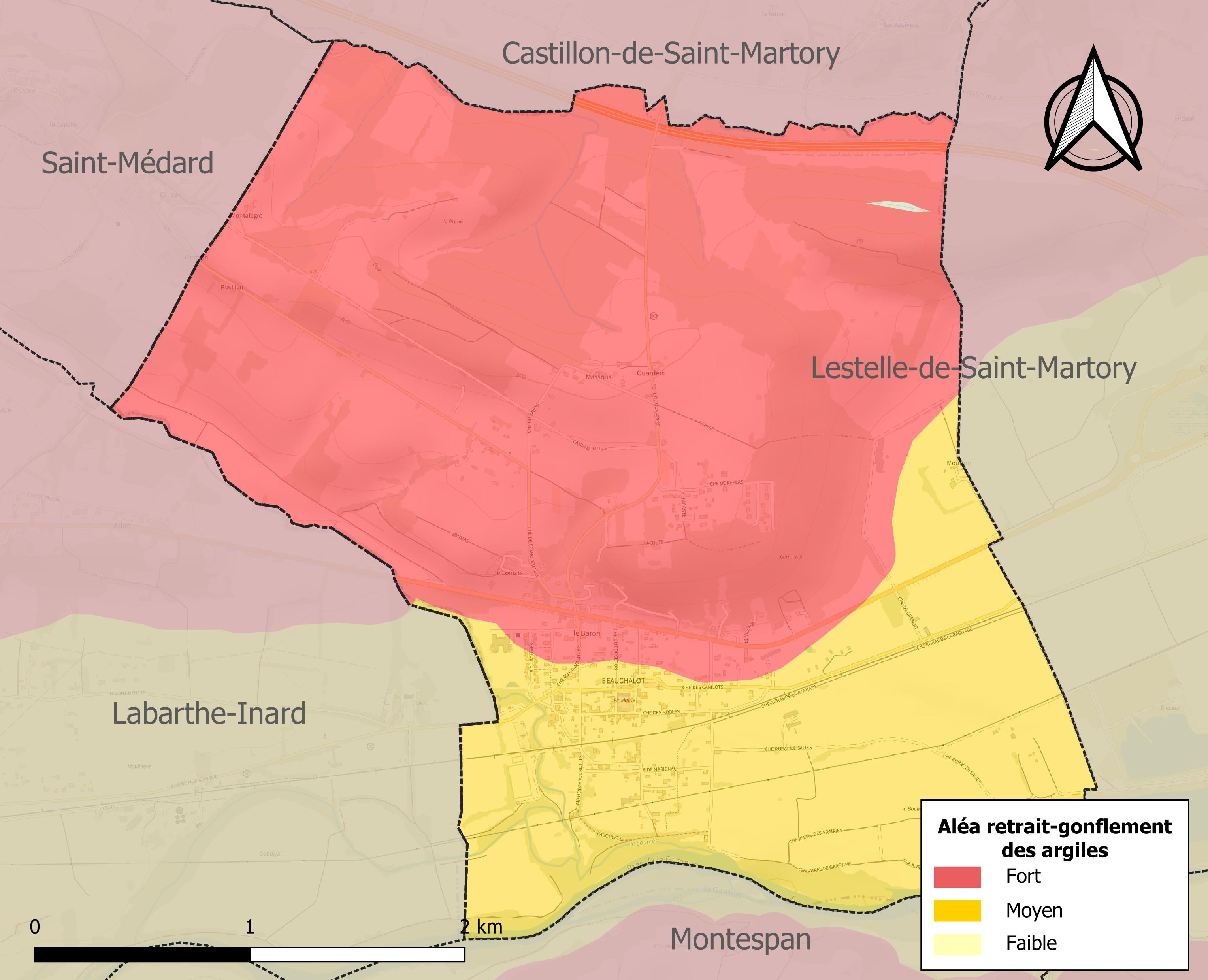
Carte des zones d'aléa retrait-gonflement des sols argileux de Beauchalot.

Le retrait-gonflement des sols argileux est susceptible d'engendrer des dommages importants aux bâtiments en cas d’alternance de périodes de sécheresse et de pluie. 99,9 % de la superficie communale est en aléa moyen ou fort (88,8 % au niveau départemental et 48,5 % au niveau national). Sur les 247 bâtiments dénombrés sur la commune en 2019, 247 sont en aléa moyen ou fort, soit 100 %, à comparer aux 98 % au niveau départemental et 54 % au niveau national. Une cartographie de l'exposition du territoire national au retrait gonflement des sols argileux est disponible sur le site du BRGM,.
Par ailleurs, afin de mieux appréhender le risque d’affaissement de terrain, l'inventaire national des cavités souterraines permet de localiser celles situées sur la commune.
Concernant les mouvements de terrains, la commune a été reconnue en état de catastrophe naturelle au titre des dommages causés par la sécheresse en 1989, 1993, 2002, 2003 et 2016 et par des mouvements de terrain en 1999.

#### Risques technologiques
La commune est en outre située en aval des barrages du Portillon, de Cap de Long (Hautes-Pyrénées) et de l'Oule (Hautes-Pyrénées). À ce titre elle est susceptible d’être touchée par l’onde de submersion consécutive à la rupture d'un de ces ouvrages.

## Toponymie
Henriette et Louis Gary, instituteurs, ont publié en 1949 chez Vanin (imprimeur à Saint-Gaudens) une « monographie d'un village commingeois de 1324 à 1947 ».
L'étude des chartes donne les clés de l'étymologie de Beauchalot :
L'acte de paréage dont vous avez lu la livraison ci-dessus a été mis en œuvre par le sieur Raoul de Challot, commissaire royal chargé de traité. Le français n'étant devenu langue officielle que sous le règne de François Ier, par l'Édit de Villers-Cotterêts, la langue employée dans ce texte est le latin. Presque naturellement, cette nouvelle bastide est dénommée du nom de « Vallis Chaloti », nom de son fondateur. En français, cela donne « Vau Chalot ». On observera qu'il subsiste en français moderne le singulier de « vau » : val.
Cependant la langue locale est alors le gascon, qui ne connaît pas le V mais le B (ainsi qu'en espagnol) et le nom usuel du village est alors « Bau Chalot », Bau se prononçant « baou ». Les auteurs rappellent aussi qu'il existe au moins un exemple connu de Vallis devenu Baou en gascon.
Spécialiste des formes de toponymes, Jean Séguy affirme :
« Chaillot (ou plus exactement Chalot) était de langue d'oil, il est donc naturel qu'il ait nommé la bastide en français vaus chalot ».
Les instituteurs ajoute :
« Avec nos éminents confrères, le chanoine Contrasty et M. Jean Séguy, nous conclurons en insistant sur le fait que la seule orthographe logique est BAUCHALOT ».
Il semble qu'une erreur portée sur le cadastre de 1807 ait transformé Bauchalot en Beauchalot.

## Politique et administration

### Rattachements administratifs et électoraux
Commune faisant partie de la huitième circonscription de la Haute-Garonne, de la communauté de communes Cagire-Garonne-Salat et du canton de Bagnères-de-Luchon (avant le redécoupage départemental de 2014, Beauchalot faisait partie de l'ex-canton de Saint-Martory) ainsi que de la communauté de communes du canton de Saint-Martory.

### Liste des maires

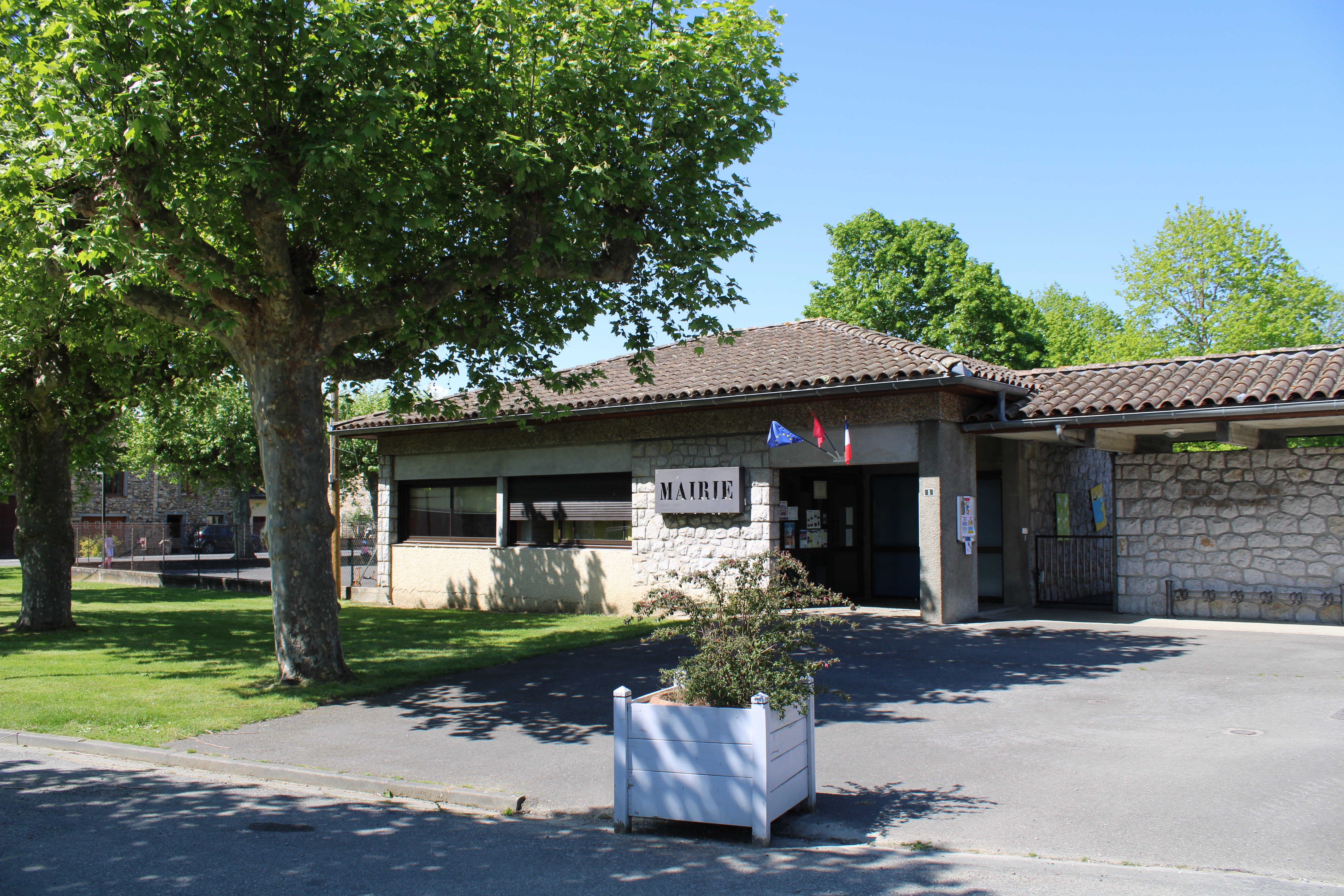
La mairie.

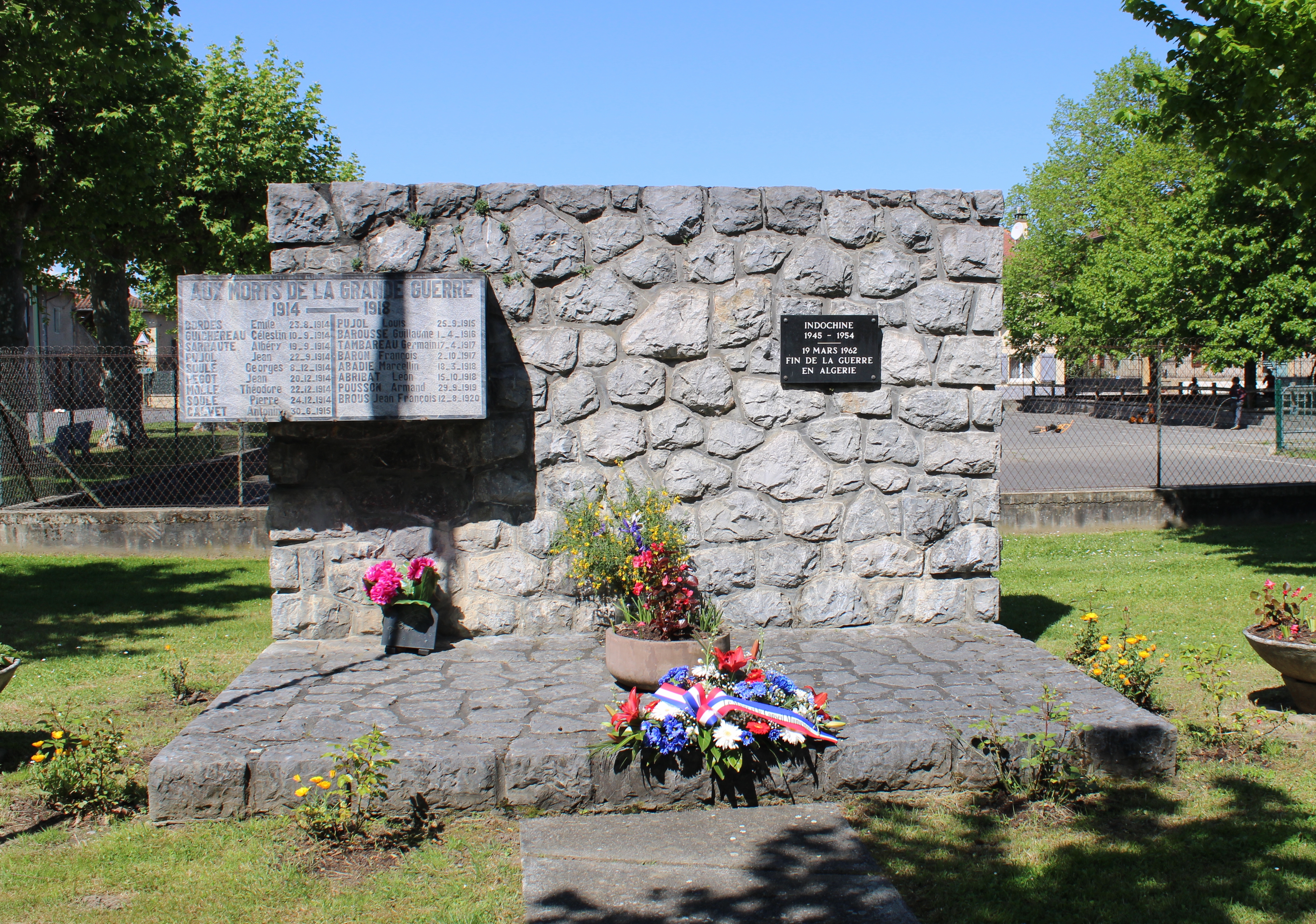
Le monument aux morts.

| Période                                  | Période  | Identité        | Étiquette | Qualité               |
| ---------------------------------------- | -------- | --------------- | --------- | --------------------- |
| mars 2001                                | 2008     | Michel Fontan   |           |                       |
| mars 2008                                | En cours | Jean-Luc Picard | PS        | Attaché parlementaire |
| Les données manquantes sont à compléter. |          |                 |           |                       |

## Démographie
L'évolution du nombre d'habitants est connue à travers les recensements de la population effectués dans la commune depuis 1793. Pour les communes de moins de 10 000 habitants, une enquête de recensement portant sur toute la population est réalisée tous les cinq ans, les populations de référence des années intermédiaires étant quant à elles estimées par interpolation ou extrapolation. Pour la commune, le premier recensement exhaustif entrant dans le cadre du nouveau dispositif a été réalisé en 2005.

En 2022, la commune comptait 659 habitants, en évolution de +4,94 % par rapport à 2016 (Haute-Garonne : +8,02 %, France hors Mayotte : +2,11 %).
| 1793 | 1800 | 1806 | 1821 | 1831 | 1836 | 1841 | 1846 | 1851 |
| ---- | ---- | ---- | ---- | ---- | ---- | ---- | ---- | ---- |
| 333  | 313  | 389  | 444  | 552  | 509  | 486  | 527  | 506  |

| 1856 | 1861 | 1866 | 1872 | 1876 | 1881 | 1886 | 1891 | 1896 |
| ---- | ---- | ---- | ---- | ---- | ---- | ---- | ---- | ---- |
| 460  | 444  | 418  | 508  | 409  | 421  | 409  | 439  | 443  |

| 1901 | 1906 | 1911 | 1921 | 1926 | 1931 | 1936 | 1946 | 1954 |
| ---- | ---- | ---- | ---- | ---- | ---- | ---- | ---- | ---- |
| 412  | 406  | 360  | 330  | 321  | 317  | 301  | 307  | 364  |

| 1962 | 1968 | 1975 | 1982 | 1990 | 1999 | 2005 | 2006 | 2010 |
| ---- | ---- | ---- | ---- | ---- | ---- | ---- | ---- | ---- |
| 316  | 315  | 342  | 350  | 380  | 390  | 451  | 452  | 492  |

| 2015 | 2020 | 2022 | - | - | - | - | - | - |
| ---- | ---- | ---- | - | - | - | - | - | - |
| 629  | 645  | 659  | - | - | - | - | - | - |

| selon la population municipale des années : | 1968 | 1975 | 1982 | 1990 | 1999 | 2006 | 2009 | 2013 |
| Rang de la commune dans le département      | 183  | 233  | 244  | 231  | 236  | 237  | 236  | 232  |
| Nombre de communes du département           | 592  | 582  | 586  | 588  | 588  | 588  | 589  | 589  |

### Enseignement
Beauchalot fait partie de l'académie de Toulouse.

## Économie

### Revenus
En 2018  (données Insee publiées en septembre 2021), la commune compte 219 ménages fiscaux, regroupant 525 personnes. La médiane du revenu disponible par unité de consommation est de 19 330 € (23 140 € dans le département).

### Emploi
|                | 2008  | 2013  | 2018  |
| -------------- | ----- | ----- | ----- |
| Commune        | 8,9 % | 12 %  | 7,5 % |
| Département    | 7,7 % | 9,6 % | 9,3 % |
| France entière | 8,3 % | 10 %  | 10 %  |

En 2018, la population âgée de 15 à 64 ans s'élève à 319 personnes, parmi lesquelles on compte 76,9 % d'actifs (69,5 % ayant un emploi et 7,5 % de chômeurs) et 23,1 % d'inactifs,. En  2018, le taux de chômage communal (au sens du recensement) des 15-64 ans est inférieur à celui de la France et du département, alors qu'en 2008 la situation était inverse.
La commune fait partie de la couronne de l'aire d'attraction de Saint-Gaudens, du fait qu'au moins 15 % des actifs travaillent dans le pôle,. Elle compte 105 emplois en 2018, contre 94 en 2013 et 50 en 2008. Le nombre d'actifs ayant un emploi résidant dans la commune est de 227, soit un indicateur de concentration d'emploi de 46,3 % et un taux d'activité parmi les 15 ans ou plus de 48,7 %.
Sur ces 227 actifs de 15 ans ou plus ayant un emploi, 37 travaillent dans la commune, soit 16 % des habitants. Pour se rendre au travail, 86,4 % des habitants utilisent un véhicule personnel ou de fonction à quatre roues, 2,6 % les transports en commun, 9,3 % s'y rendent en deux-roues, à vélo ou à pied et 1,8 % n'ont pas besoin de transport (travail au domicile).

### Activités hors agriculture
39 établissements sont implantés  à Beauchalot au 31 décembre 2019. Le tableau ci-dessous en détaille le nombre par secteur d'activité et compare les ratios avec ceux du département,.
| Secteur d'activité                                                                                        | Commune | Commune | Département |
| Secteur d'activité                                                                                        | Nombre  | %       | %           |
| --- | ------- | ------- | ----------- |
| Ensemble                                                                                                  | 39      |         |             |
| Industrie manufacturière, industries extractives et autres                                                | 15      | 38,5 %  | (5,7 %)     |
| Construction                                                                                              | 3       | 7,7 %   | (12 %)      |
| Commerce de gros et de détail, transports, hébergement et restauration                                    | 11      | 28,2 %  | (25,9 %)    |
| Activités financières et d'assurance                                                                      | 2       | 5,1 %   | (3,8 %)     |
| Activités spécialisées, scientifiques et techniques et activités de services administratifs et de soutien | 3       | 7,7 %   | (19,8 %)    |
| Administration publique, enseignement, santé humaine et action sociale                                    | 4       | 10,3 %  | (16,6 %)    |
| Autres activités de services                                                                              | 1       | 2,6 %   | (7,9 %)     |

Le secteur de l'industrie manufacturière, des industries extractives et autres est prépondérant sur la commune puisqu'il représente 38,5 % du nombre total d'établissements de la commune (15 sur les 39 entreprises implantées à Beauchalot), contre 5,7 % au niveau départemental.

### Agriculture
|               | 1988 | 2000 | 2010 | 2020 |
| ------------- | ---- | ---- | ---- | ---- |
| Exploitations | 12   | 9    | 6    | 4    |
| SAU (ha)      | 328  | 332  | nd   | 454  |

La commune est dans « La Rivière », une petite région agricole localisée dans le sud du département de la Haute-Garonne, constituant la partie piémont au relief plus doux que les Pyrénées centrales la bordant au sud et où la vallée de la Garonne s’élargit. En 2020, l'orientation technico-économique de l'agriculture sur la commune est la polyculture et/ou le polyélevage. Quatre exploitations agricoles ayant leur siège dans la commune sont dénombrées lors du recensement agricole de 2020 (12 en 1988). La superficie agricole utilisée est de 454 ha,,.

## Culture locale et patrimoine

### Lieux et monuments
- Obélisque de Beauchalot : ce nom désignait une pile funéraire gallo-romaine décrite pour la première fois en 1814 par Alexandre Du Mège dans sa Note sur une Voie Romaine...

“On trouve entre le village de l'Estelle et Beauchalot, sur le bord de l'ancienne voie, un obélisque très bien conservé. Ce monument, qui a plus de 40 pieds de haut, est formé de petites assises de pierre ou de marbre. Une niche destinée à contenir une statue colossale est creusée dans la masse. Cette statue ne subsiste plus, mais on doit croire qu'elle représentait Mercure, dieu protecteur des routes, du commerce et des voyageurs (1) ».
Il en donne également un dessin, planche 5, n°7, où l'on remarque, au-dessous de la niche, une double arcature à plein-cintre.
La pile est encore mentionnée dans le Bulletin Monumental de 1898, mais "en fort mauvais état". Elle semble avoir aujourd'hui disparu.

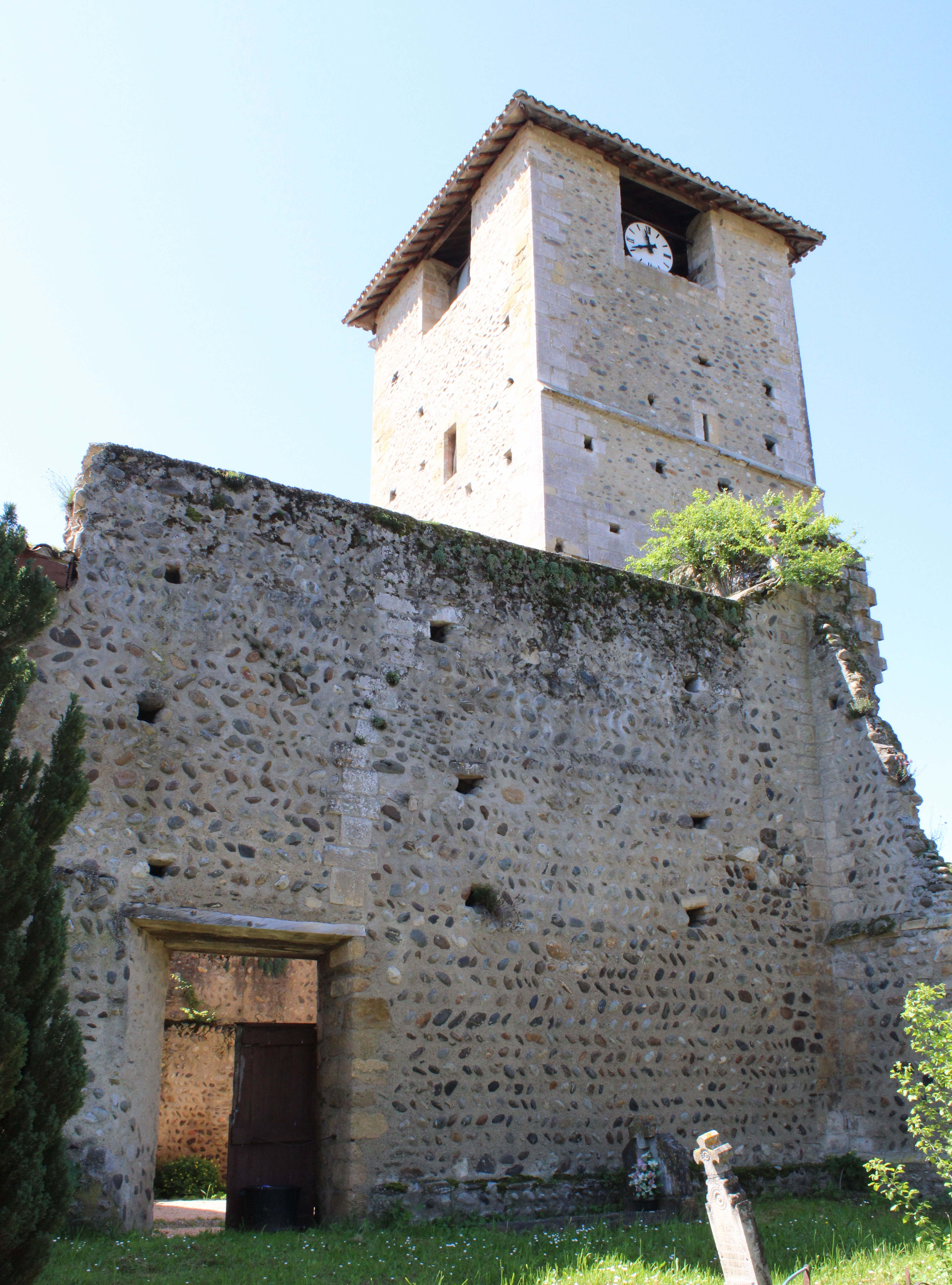
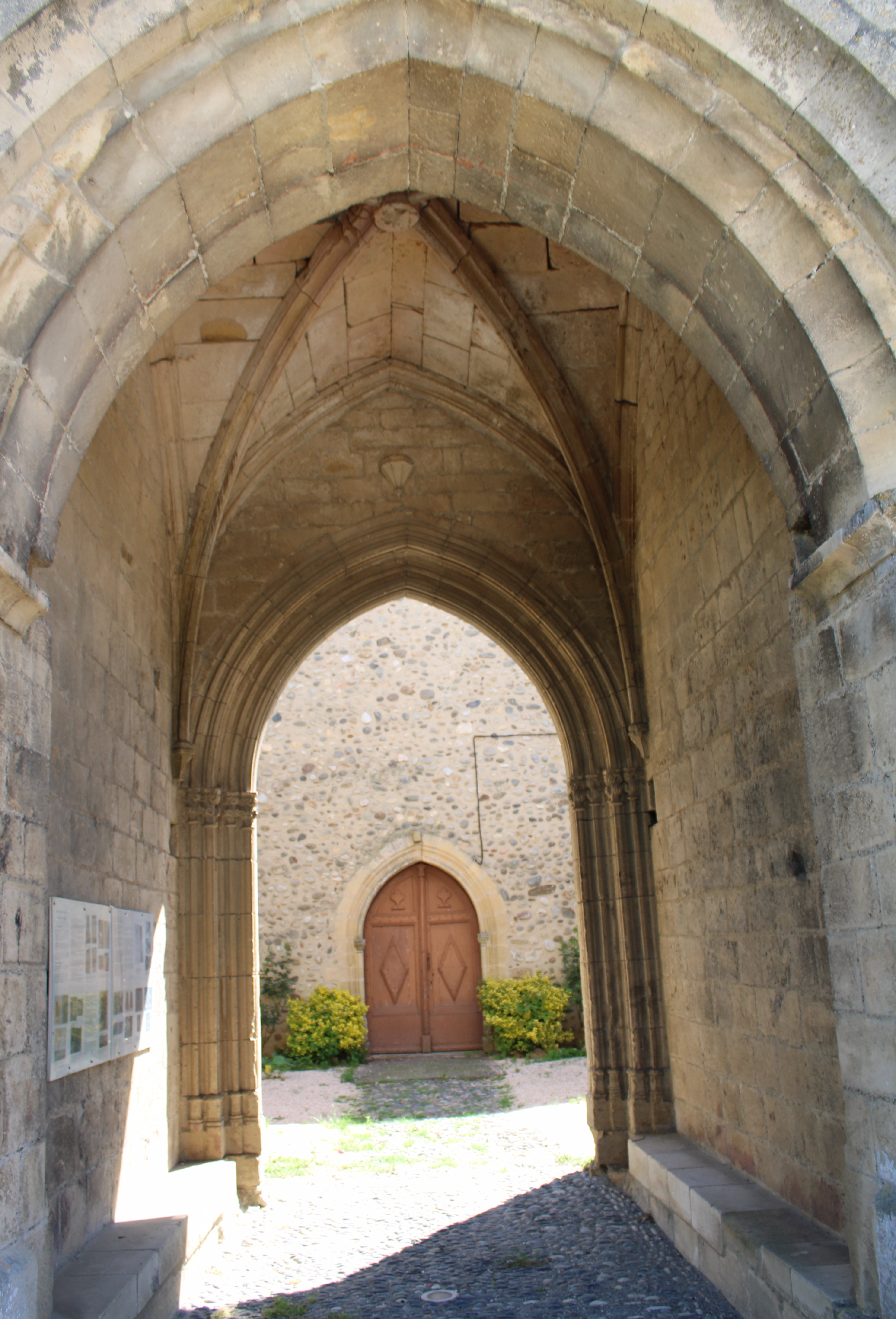
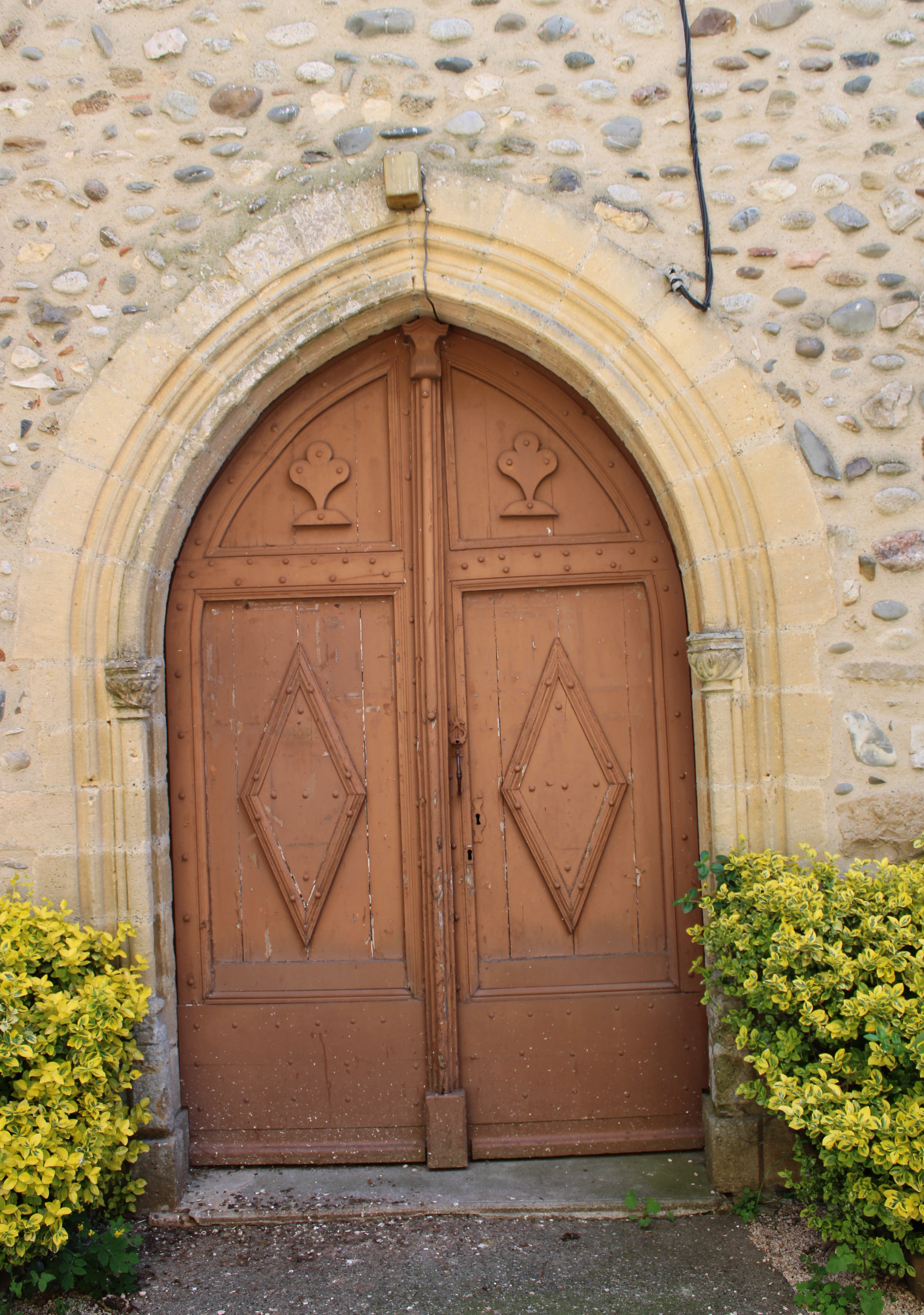
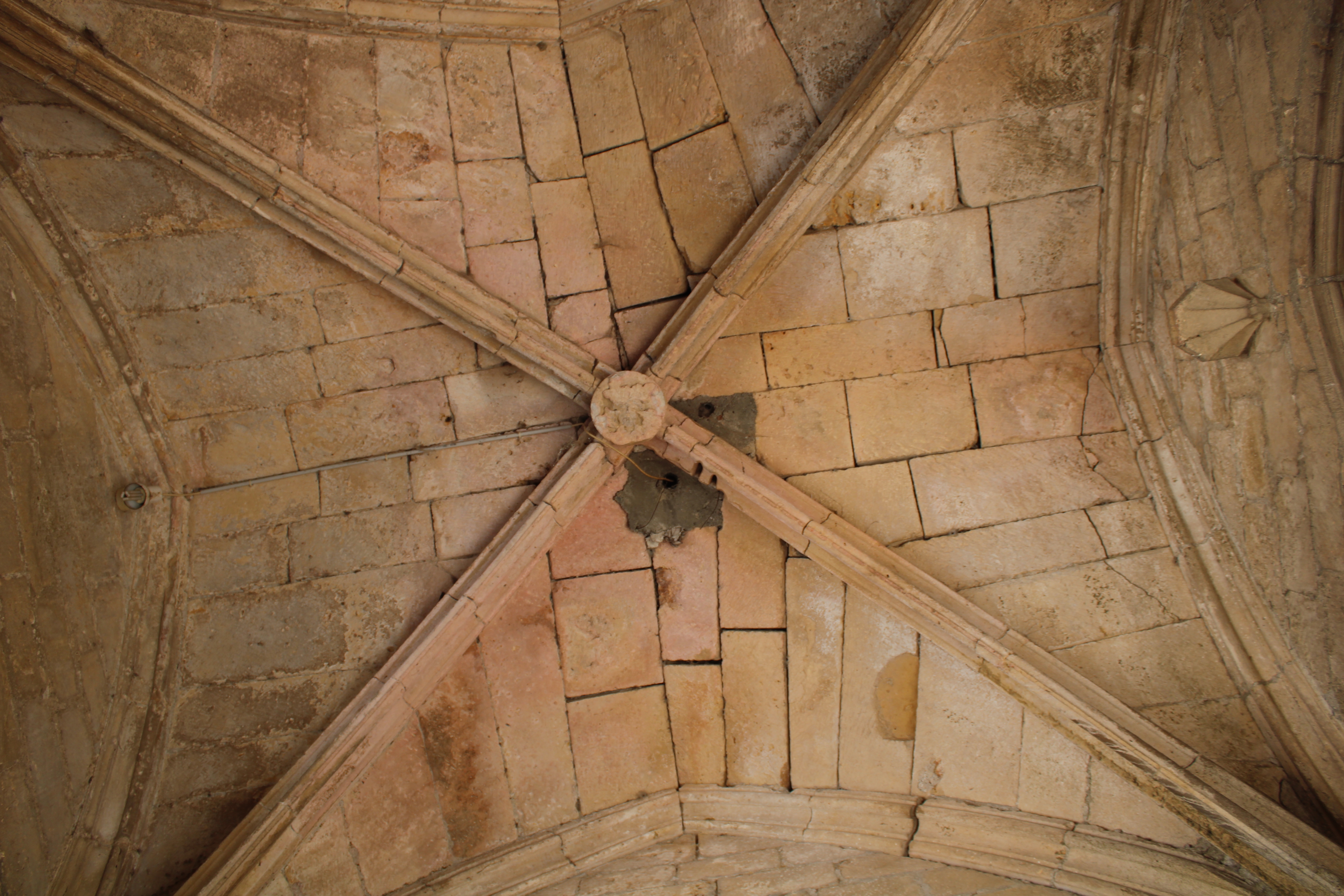

- Église Notre-Dame de Beauchalot

## Pour approfondir